# Mirjalol Qosimov
Mirjalol Qosimov - no cirílico uzbeque, Миржалол Қосимов (Tashkent, 17 de setembro de 1970) é um ex-futebolista e atualmente técnico de futebol uzbeque.

## Carreira
Iniciou a carreira em 1987, nos juvenis do Paxtakor Tashkent, o maior time da então RSS do Uzbequistão. No mesmo ano, integrou a Seleção Soviética sub-17 que foi campeã mundial na categoria. No ano seguinte, em que foi campeão europeu júnior com a URSS, foi ao Dínamo Minsk, mas não se firmou, logo voltando ao Paxtakor. Enquanto cidadão soviético, teve seu nome russificado para Mirdzhalol Kushakovich Kasymov (Мирджалол Кушакович Касымов, em russo).
Após a queda da União Soviética, foi para o Spartak Vladikavkaz. Na primeira temporada veio o surpreendente vice-campeonato na recém-criada Liga Russa. Após uma breve passagem no Paxtakor em 1993, voltou ao clube da Ossétia do Norte, participando da campanha que culminou no título em 1995, e vice no ano seguinte - por algum tempo, a equipe (então Spartak-Alania Vladikavkaz) foi, ao lado do bicho-papão Spartak Moscou, a única campeã russa, e depois o único campeão fora da capital.
Paralelamente, se integrava à Seleção Uzbeque, jogando as Copas da Ásia de 2000 e 2004. Com 65 jogos e 29 gols pelo Uzbequistão, é o maior artilheiro (ao lado de Maksim Shatskix e quem mais jogou pelo país. Encerrou seu ciclo na seleção após a queda nas Eliminatórias para a Copa do Mundo de 2006
Qosimov continuou seguindo a rota Paxtakor-Alania até encerrar a carreira, em 2005, tendo jogado também por Krylya Sovetov Samara e Al-Shabab, dos Emirados Árabes. Primeiro técnico do Bunyodkor quando o time adotou tal nome (deixando de chamar-se Quruvchi), Qosimov deixou o comando da equipe para treinar a Seleção Uzbeque, sendo substituído por ninguém menos que Zico no clube, mas em 2010 retornou ao Bunyodkor para o lugar do pentcampeão em 2002 com a seleção brasileira Luiz Felipe Scolari.